# بول رامادييه
بول رامادييه (بالفرنسية: Paul Ramadier)، هو سياسي فرنسي وُلد في 17 مارس 1888 لأب يعمل طبيباً نفسياً، وتخرج في القانون من جامعة تولوز وبدأ مسيرته المهنية محامياً في باريس. ثم حصل على درجة الدكتوراه في القانون الروماني في عام 1911. أصبح عمدة ديكازفيل في عام 1919 وشغل منصب أول رئيس وزراء للجمهورية الرابعة في عام 1947، توفي رامادييه في 14 أكتوبر 1961 في حين كان عمره 74 عام.

## السيرة الذاتية
صوّت رامادييه، في 10 يوليو 1940، ضد منح السلطات الكاملة للمارشال فيليب بيتان، الذي أسس نظام فيشي، شارك رامادييه في المقاومة الفرنسية واستخدم اسمًا حركيًا هو "فيوليت". أُدرج اسمه في نصب ياد فاشيم التذكاري اليهودي بعد الحرب.
شغل رامادييه منصب وزير المؤن في حكومة شارل ديغول (1944-1945)، واكتسب سمعة كسياسي مجتهد وبراغماتي ومتصالح. خلال وزارته الأولى، أُجبر الحزب الشيوعي الفرنسي على الخروج من الحكومة في مايو 1947، مما أنهى تحالف "الثلاثية" مع القسم الفرنسي من الأممية العمالية (SFIO). صوّت رامادييه لصالح مشروع مارشال. شغل رامادييه منصب وزير المالية في حكومة غي موليه من 1956 إلى 1957.